# Manchester Giants
Maillots
Les Manchester Giants sont un club franchisé anglais de basket-ball. La franchise est basée à Manchester.

## Historique

Logo des Manchester Giants

Le club est considéré comme le successeur du Stockport Belgrade (1975-1981), des Warrington Vikings (1981-1983), des Manchester United (1983-1988), des Manchester Eagles (1988-1990) et des Manchester Giants (1990-2001).

## Palmarès
- British Basketball League : 2000
- BBL Trophy : 1999

## Entraîneurs successifs
- 2012-2015 : / Jeff Jones
- 2015-2017 :  Yorick Williams
- 2017-2018 :  Danny Byrne

## Joueurs célèbres ou marquants
- Tony Dorsey